# Rodrigo Becão
Rodrigo Nascimento França (Salvador, 19 de janeiro de 1996) é um futebolista profissional brasileiro que atua como zagueiro. Atualmente joga pelo Fenerbahçe.

## Carreira

### Bahia
Rodrigo Becão se profissionalizou no Bahia em 2015, estando presente somente na última rodada da Série B diante o Atlético Goianiense. Esse foi seu único jogo no ano, e só retornou aos gramados pela Série A de 2017 na sexta rodada. Nesse mesmo ano, conseguiu vencer a Copa do Nordeste de 2017.
Becão não chegou a receber muitas oportunidades ao longo de sua estadia, tendo tido participação nas competições da Sul-Americana de 2018 enquanto jogou apenas uma partida do Brasileiro desse ano. De tal modo, deixou a equipe brasileira para rumar à Rússia após apenas 21 partidas com o Tricolor Baiano.
Em futuras entrevista, o jogador afirmou não sentir mágoas da sua equipe, mas afirmou que a torcida da equipe possui uma cobrança maior com atletas que vieram da base, contrapondo a confiança de jogadores vindos de outro times:
| “                                   | O Bahia me abriu as portas para o futebol, me deu oportunidade, me criou. Não tive tantas oportunidades. No Bahia, quem vem da base, é uma opinião minha, no meu tempo era assim, acho que hoje ainda é assim...Quem vai da base tem uma cobrança dobrada em relação a quem vem de fora. Os que vêm de fora são um pouco mais privilegiados. Falo em relação a clube e torcida. Não joguei tantas partidas [no Bahia], mas as que joguei Deus foi bom que elas fizeram com que eu alcançasse outras coisas na minha vida. Coincidiu que eu não estava tendo oportunidade. É do futebol, não lamento nada. | ” |
| — Becão sobre seus tempos no Bahia. | |   |

### CSKA Moscou (empréstimo)

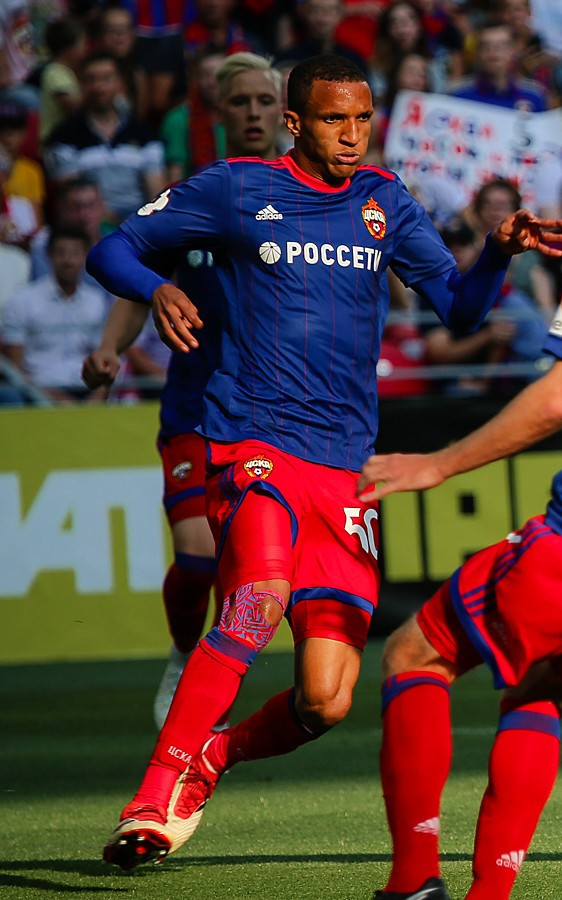
Rodrigo no SCKA em 2018.

Rodrigo Becão se transferiu por empréstimo ao PFC CSKA Moscovo, em 2018.  E logo cedo já se tornou campeão da Supercopa da Rússia, como titular os 120 minutos de jogo.
Esse foi o começo de uma longa sequência no time titular russo. O jogador esteve novamente nos gramados ao longo de quase todas as 30 rodadas da Premier League Russa, onde fizera 29 partidas e alcançou a 4ª colocação. O zagueiro foi um dos pilares defensivos da equipe, mas também tivera um jogo de ausência por conta de seus cartões amarelos. No fim da época na Liga, levou nove punições dessa coloração do árbitro.
Além de jogar quase todos os jogos da Liga, ter feito um jogo na eliminação do clube na Copa da Rússia, e ter sido titular na Supercopa, o zagueiro brasileiro também pôde disputar a Liga dos Campeões da UEFA de 2018–19.
Na breve campanha de seis jogos, o zagueiro disputou todas as partidas e foi titular os 90 minutos na campanha que terminou com a equipe sendo eliminada com quatro pontos na Fase de Grupos.

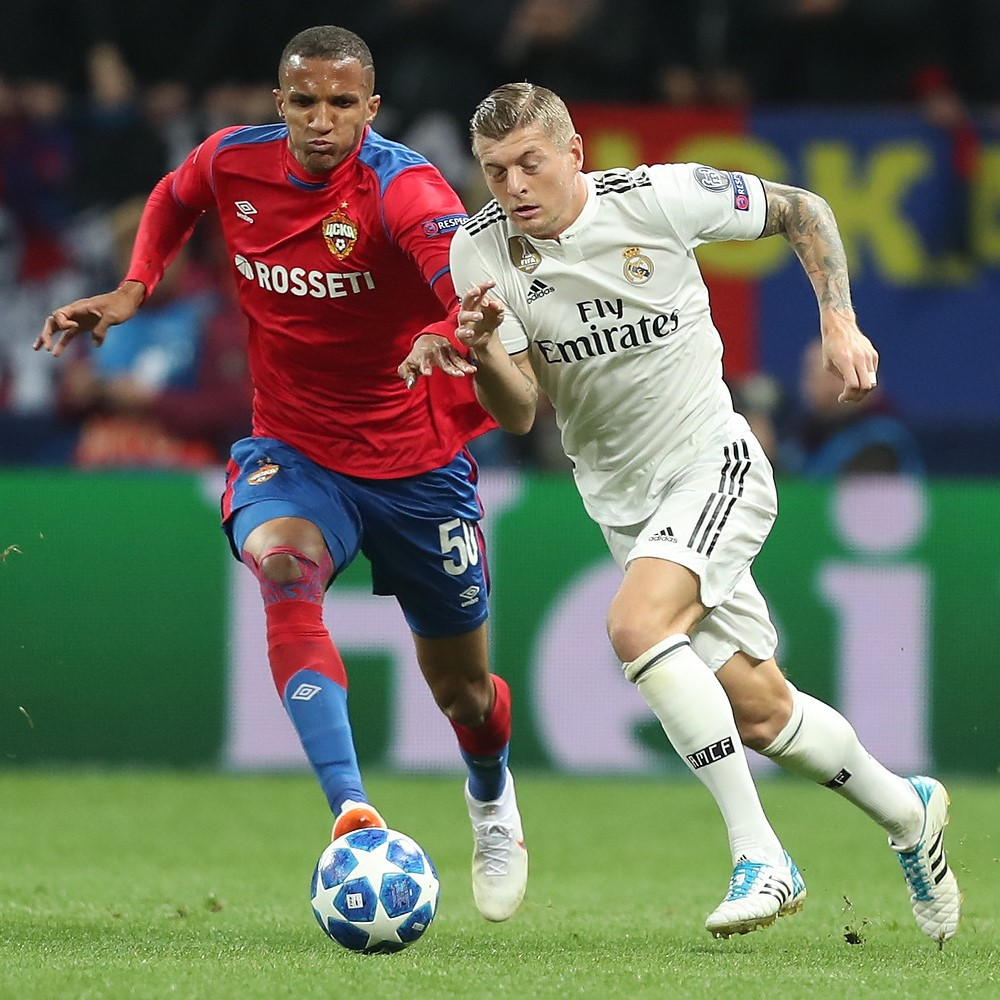
Becão disputando uma bola com Toni Kroos em 2018.

Refletindo sobre sua campanha de 36 partidas, a maior de sua carreira até aquele momento, o defensor comentou sobre a saída do Bahia para assumir a titularidade em um tradicional clube russo, reafirmando a ausência de mágoas que tem com o time que o revelou:
| “                            | Saio do Bahia, onde não tinha tantas oportunidades, para ir para o CSKA e virar titular absoluto, jogar todas as partidas, inclusive Champions League. Por isso não lamento. | ” |
| — Becão sobre sair do Bahia. | |   |

Após essa passagem consistente na Europa, o Bahia, detentor de seus direitos, recebeu proposta para o atleta continuar no Continente Europeu. Dessa vez, Becão estava rumando, em definitivo, para jogar no Futebol Italiano já em junho de 2019.

### Udinese
No dia 12 de julho de 2019, o Bahia acertou a transferência de Rodrigo Becão para a Udinese por 1,4 milhões de euros (cerca de R$ 7 milhões de reais, de acordo com a cotação do dia).

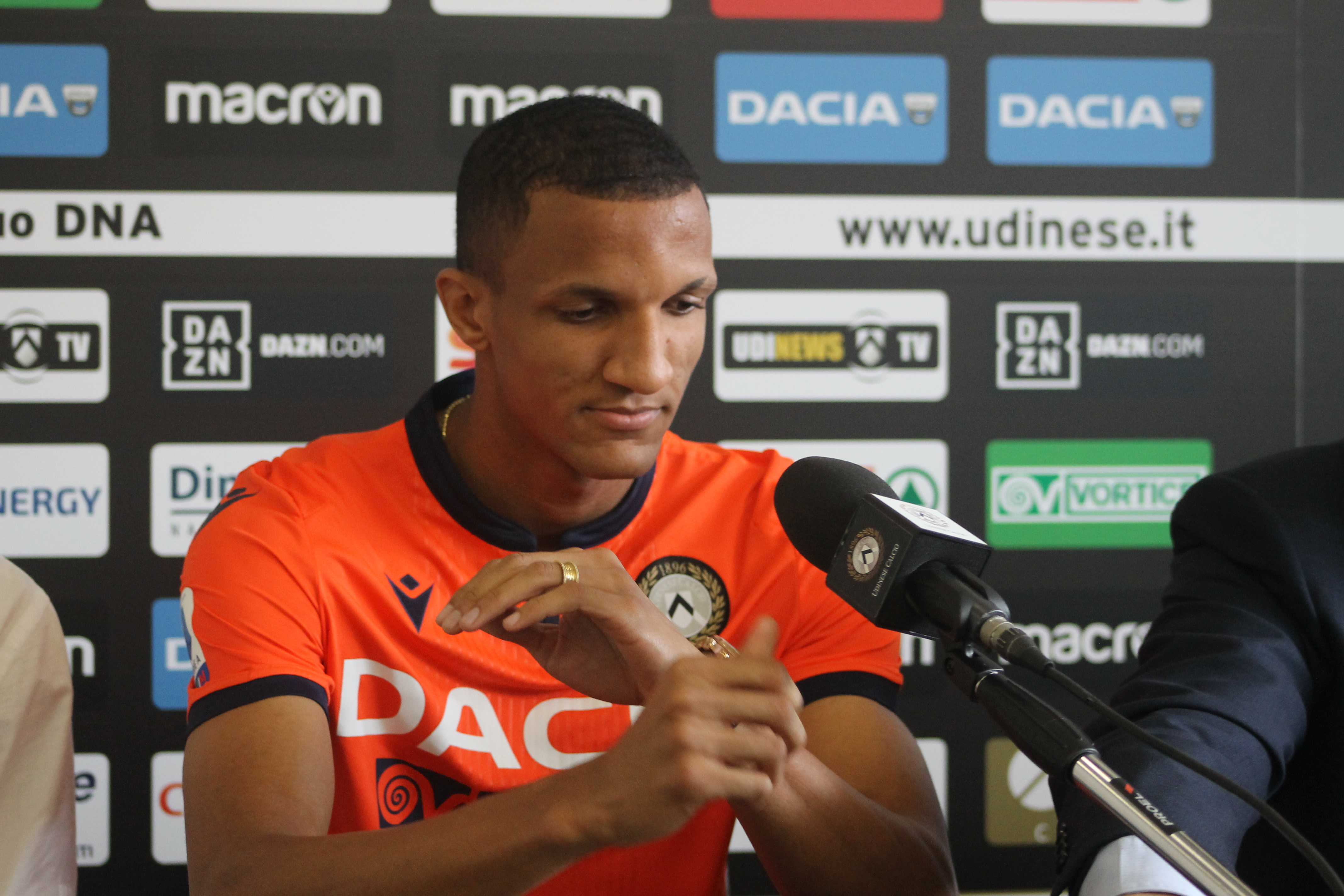
Becão em sua apresentação na Udinese.

Na Itália, o zagueiro viveria grandes temporadas. Já em sua estreia pela Série A, o brasileiro marcou um gol de cabeça aos 72 minutos, após uma assistência de Rodrigo de Paul, e garantiu os três pontos de sua equipe pelo placar de 1 a 0 diante o Milan.
Ao longo de suas quatro temporadas com a equipe, o Milan viria a ser sua maior "vítima" na competição. Dos seis gols que marcou em 130 partidas, três deles foram contra o clube vermelho de Milão. Coincidentemente, todos os gols vieram após um cruzamento (sendo dois deles de Rodrigo de Paul), e todos os tentos também abriram o marcador na partida.
Rodrigo também tivera a oportunidade de estufar as redes do Cagliari, Venezia e Empoli, tendo vencido todas essas equipes no jogo em que foi um dos marcadores. Rodrigo também conseguiu ser o capitão do clube italiano em algumas partidas durante a época 2023–24, mas ficando atrás hierarquicamente de Roberto Pereyra. Enquanto esteve nos gramados italianos pela Udinese, fizera uma forte zaga, por dois anos e meio, com o compatriota Samir, outro bom defensor do clube.
Depois de 130 partidas, o zagueiro deixou a Itália para jogar no futebol turco. Mesmo sendo um importante jogador Údine, o brasileiro expressou o desejo de sair da equipe e afirmou que não renovaria o seu contrato. Sua saída foi um positivo marco para ambos, já que o jogador iria para uma equipe mais tradicional e os italianos lucraram 10 milhões de euros com sua venda, sendo assim a terceira maior venda de um zagueiro da história da equipe.

### Fenerbahçe
Após quatro épocas de destaque na Udinese, Becão assinou com o Fenerbahçe Spor Kulübü por 10 milhões de euros.

## Títulos
Bahia
- Copa do Nordeste: 2017

CSKA Moscou
- Supercopa da Rússia: 2018[25]